# Bakermat (begrip)

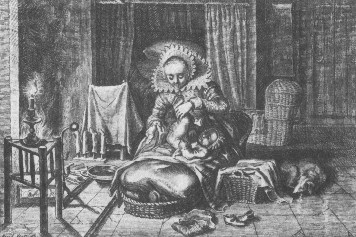
Baker in de Bakermat, 1636 (Willem van de Passe)

Een bakermat is een langwerpige, lage mand of houten bak waarin een baby verzorgd werd. 
In de bakermat, of bakermand, zaten de baker en het kind wanneer het kind gevoed, verschoond en gebakerd diende te worden.
De bakermat had een hoge rug die het kind tegen de tocht moest beschermen. In die tijd was men bang dat de baby het te koud zou hebben. De bakermat werd daarom dicht bij het vuur geplaatst. Een kind dat te dicht bij het vuur gebakerd werd zou daaraan volgens het volksgeloof een te heftig temperament overhouden: het bleef heetgebakerd.
Na gebruik kon de bakermat aan de muur opgehangen worden. In de loop van de achttiende eeuw werd de bakermat vervangen door een laag bakerstoeltje, dat bij de vuurmand werd geplaatst.
De bakermat werd gevlochten in een spiraaltechniek, uit stro en gekloofde braamstengels, op eenzelfde manier als bijenkorven. In de elfde eeuw was de mat nog eenvoudig. In de zeventiende en achttiende eeuw zijn ze sierlijker geworden, meestal gevlochten van wilgentenen. Men kan dan eerder spreken van een bakermand - dat is dan ook de benaming die gebruikt wordt in de boedellijsten uit die tijd.

## Figuurlijke betekenis
In overdrachtelijke zin wordt de uitdrukking gebruikt om de plaats aan te duiden waar iets is ontstaan: "Mesopotamië is de bakermat van de beschaving".